# 千葉県立銚子商業高等学校
千葉県立銚子商業高等学校（ちばけんりつ ちょうししょうぎょうこうとうがっこう）は、千葉県銚子市にある県立商業高等学校。通称「銚商」。2008年（平成20年）に千葉県立銚子水産高等学校と統合したが、校名は引き続き「銚子商業」である。

## 学科
全日制課程
- 商業科（4クラス：定員160名）
  - 商学部系の大学進学、商業系就職を目指す。
  - 資格取得を重視し、即戦力となる社会人育成を目指す。
  - ビジネスに対する心構えや理念を身につけ、経済社会の発展に寄与する生徒の育成を目指す。
- 情報処理科（1クラス：定員40名）
  - 情報系・商学部系の大学進学、情報系就職を目指す。
  - 資格取得を重視し、即戦力となる社会人育成を目指す。
  - 情報の適切な活用能力を身につけ、情報化社会の発展に寄与する生徒の育成を目指す。
- 海洋科（2クラス：定員80名、2008年度より千葉県立銚子水産高等学校と統合し誕生）
  - 海洋系の大学・専攻科進学、海洋系就職を目指す。
  - 資格取得を重視し、即戦力となる社会人育成を目指す。
  - 環境保全への関心を持てる生徒の育成を目指す。
  - 各コース共通で以下の資格取得が可能。乙種四類及び丙種危険物取扱者資格、潜水士、ガス溶接及びアーク溶接技能講習修了証、フォークリフト操縦者免許、潜水士。海洋技術検定
  - コース
    - 海洋船舶コース（定員20名）国土交通省認定の小型船舶の登録教習所、一級小型船舶操縦士免許（特定操縦付き）及び特殊小型船舶操縦士免許取得可。しかも民間の登録教習所ならこれらの国家免許取得に最低約15万円程度の費用がかかるが、公立高校で教習料がかからないため、国で定められた受験料及び免許申請料の約15,000円程度でこれらの国家資格が取得可能。ハワイ漁業航海実習（約50日）、日本一周沿岸航海実習（約20日）（千葉県漁業実習船「千潮丸」にて）。私立の高校等では、ハワイへの修学旅行等もあるが、その場合、旅費は全額生徒負担であるが、乗船実習においてかかる経費（船員人件費、食料代、燃料代、水光熱費、指導料）は全て県費負担。二級海上特殊無線技士免許取得可能。こちらも通常であれば5万円程度の講習費がかかるが、教育課程内で取得可能なため無料で取得できる。漁業技術検定。
    - 海洋環境コース（定員20名）一級小型船舶操縦士免許、ダイビングCカード取得（ダイビングCカード取得は現状では取得困難）。二級海上特殊無線技士免許。栽培漁業技術検定。
    - 食品総合コース（定員40名）水産食品技能技術検定取得。

定時制課程
- 商業科（定員40名）

## 沿革
- 1900年4月1日 - 千葉県銚子中学校として開校
- 1901年5月 - 千葉県立銚子中学校と改称
- 1906年4月 - 千葉県立銚子中学校が廃校となり、銚子町他2町5村組合立銚子中学校として再スタート
- 1909年4月28日 - 千葉県立銚子商業学校として開校
- 1911年4月 - 銚子中学校廃校
- 1944年4月1日 - 千葉県立銚子工業学校創立
- 1946年
  - 4月1日 - 千葉県立銚子商業学校に名称復帰
  - 6月6日 - 昭和天皇が行幸（昭和天皇の戦後巡幸）[1]。
- 1948年4月1日 - 学制改革により、千葉県立銚子商業高等学校となる
- 1950年4月1日 - 千葉県立銚子女子高等学校と統合し千葉県立銚子高等学校と改称
- 1953年4月1日 - 千葉県立銚子商業高等学校として独立
- 1955年11月 - 創立45周年記念式典
- 1960年2月 - 創立50周年記念式典
- 1964年9月 - 現在地に移転
- 1974年8月 - 硬式野球部が第56回全国高等学校野球選手権大会で初優勝
- 1979年11月 - 創立70周年記念式典。記念誌発行
- 2000年11月 - 創立100周年記念式典。青木半治記念講演
- 2008年4月1日 - 千葉県立銚子水産高等学校と統合

## 部活動
運動部
- 硬式野球部 - 春8回、夏12回の甲子園出場を誇り、全国制覇も達成。名将・鈴木源三郎、斉藤一之監督の指導の下、多くのプロ野球選手を輩出した。特に、ロッテオリオンズ（現・千葉ロッテマリーンズ）の木樽正明、読売ジャイアンツの篠塚和典、中日ドラゴンズの宇野勝の3名はプロでのタイトルを獲得し、それぞれのチームの主力選手となった。篠塚は全国制覇のときの主軸打者でもあった。2005年夏に10年ぶりの甲子園出場を果たした時の監督は斉藤一之の息子の俊之である。銚子商業の打線は「黒潮打線」と称される。ちなみに銚子は黒潮の育む海の幸に恵まれている上、黒潮は途切れることなく流れ続けている。野球では上位・下位まで強打者・好打者が並ぶ強力打線を「切れ目のない打線」と評することがある。
  - 選抜高等学校野球大会（春の甲子園） 出場8回 通算14勝8敗　準優勝1回（1995年）
  - 全国高等学校野球選手権大会（夏の甲子園） 出場12回 通算25勝11敗　優勝1回（1974年）　準優勝1回（1965年）
- 軟式野球部 - 海洋校舎にて練習
- 体操部 - 2007年、佐賀インターハイ出場。2008年、埼玉インターハイ出場
- バレーボール部
- バスケットボール部
- 卓球部 - 1956年創部。インターハイ18回、国体5回の実績を誇る。2008年度、埼玉インターハイ出場。10年ぶりの快挙。2010年ちば国体の強化推進校に指定される。
- バドミントン部
- 陸上競技部 - 2007年、佐賀インターハイ出場。
- サッカー部
- 硬式テニス部
- 水泳部- 2005年度、千葉インターハイ出場。2007年度、佐賀インターハイ出場。
- 端艇部 - ボート競技、カヌー競技、カッター競技、ヨット競技がある。カヌー競技は、2003年(平成15年)、鈴木康大選手（当時3年生）が静岡国体にて優勝。2008年、鈴木康大選手の弟、鈴木喜幸選手（当時3年生）が埼玉インターハイに出場し、男子カヤックシングル200m優勝、男子カヤックシングル500m準優勝を果たした。2009年以降、部員不在のため募集停止中。
- 剣道部 - 第61回関東高等学校剣道大会に53年ぶりに出場した。
- 柔道部 - 長らく旧銚子商業高校にはなかったが、旧銚子水産高校にあり、誕生。
- 空手道部 - 全日本空手道連盟和道会支部、銚子空手道連盟支部。旧銚子商業高校にはなかったが、旧銚子水産高校にあり、誕生。水産高校時代には、1983年、第10回全国高等学校空手道選手権大会（兵庫インターハイ）にて全国3位の実績もある。
- 弓道部 - 2018年、東海インターハイに男子個人と女子個人が出場した。2021年、第40回全国高等学校弓道選抜大会に男子団体が出場した。

文化部
- 吹奏楽部 - 1957年創部。1970年代には、全日本吹奏楽コンクール10年（1971年 - 1980年）連続全国大会出場を果たした（その間の成績は、1971年・1972年銀賞、1973 - 1977年まで5年連続金賞、1978年は招待演奏、1979年・1980年金賞）。2007年、東関東吹奏楽コンクール銀賞。
- 美術部
- 書道部
- 珠算部 - 2007年、第54回全国高等学校珠算競技大会出場。2008年、全商協会創立60周年記念 第55回全国高等学校珠算競技大会出場。
- 簿記部
- ワープロ部 - 2008年、全商協会創立60周年記念 第55回全国高等学校ワープロ競技大会出場。
- 情報処理部 - 2007年、第19回全国高等学校情報処理競技大会出場。2008年、全商協会創立60周年記念 第20回全国高等学校情報処理競技大会出場。
- JRC部
- バトン部
- イラスト部
- ハンドメイキング部
- 華道同好会
- 茶道同好会
- 写真同好会
- 英語同好会
- 生物同好会

　なお、定時制の文化活動としては1999年千葉県高等学校定時制通信制総合文化大会の会場校になり、部員や個人の多くの作品が出品されたことがあげられる。一般にコンクールでは入選作品以外に批評はもらえないが、選に漏れた作品にも批評をあげたいという1992年東金高校大会の方針に感銘を受け、本校では全作品の写真を撮り短評を付して大会記録集が作成された。この方針はその後の2009年佐原高校大会にも引き継がれた。なお、本校の大会記録集は国立国会図書館に納本された。

## 銚商夢市場プロジェクト
商業科と情報処理科の3年生の科目「課題研究」の一環として地域活性化プロジェクト「銚商夢市場プロジェクト」を2013年から行っている。これまでの成果としては次の例がある。
- 市内の水産物販売場（ウオッセ21）に生徒が運営する店舗を出店[3]
- 地元飲食店の新メニューの開発[2][4]
- 銚子電鉄仲ノ町駅改修工事費用のクラウドファンディング[5]と、生徒の手による工事実施[6]
- 銚子電鉄犬吠駅の壁を彩るペイントアートの作成[7]
- 銚子電鉄外川駅に展示するモザイクアートの作成[8]
- 外川駅に展示する電車の修復[9]

## 著名な卒業生
- 鈴木文史朗[10][11]（銚子中学校）- 東京朝日新聞常務、参議院議員
- 仲内憲治[12] - 外交官、衆議院議員
- 伊藤邦雄 - 一橋大学名誉教授、原子力損害賠償・廃炉等支援機構運営委員長。
- 保立一男 - 前神栖市長。
- 石田進[13]　- 神栖市長
- カノン - アンティック-珈琲店-  ベーシスト。
- 青木半治 - 日本陸上競技連盟名誉会長。
- 花沢英雄 - 元プロ野球選手。
- 新井彰 - 元プロ野球選手。
- 関根知雄 - 元プロ野球選手。
- 田中達彦 - 元プロ野球選手。
- 木樽正明 - 元プロ野球選手。
- 古川明 - 元プロ野球選手
- 杉山茂 - 元プロ野球選手。
- 市原明 - 元プロ野球選手。
- 町田公雄 - 元プロ野球選手。
- 渡辺進 - 元プロ野球選手。
- 根本隆 - 元プロ野球選手。
- 土屋正勝 - 元プロ野球選手。
- 篠塚和典 - 元プロ野球選手。
- 宇野勝 - 元プロ野球選手。
- 尾上旭 - 元プロ野球選手。
- 片平哲也 - 元プロ野球選手。
- 大川隆 - 元プロ野球選手。
- 八木政義 - 元プロ野球選手。
- 澤井良輔 - 元プロ野球選手。
- 岩井美樹 - 国際武道大学硬式野球部監督。
- 鈴木康大 - カヌー選手。アジア競技大会広州大会銅メダリスト。
- 宮内英雄 - 元競輪選手。1974年夏の甲子園優勝時の主将。
- 石毛克幸 - 競輪選手
- 田中清隆 - 競馬騎手・調教師
- 高岡希一 - アニメーター・アニメーション演出家
- 第6代・木村玉治郎 - 大相撲・三役格行司
- 阿天坊俊明 - 1965年のドラフト会議で南海ホークスから2位指名されるものの拒否。
- 高品剛 - 俳優